# Anthaxia ringenbachi
Anthaxia ringenbachi es una especie de escarabajo del género Anthaxia, familia Buprestidae. Fue descrita científicamente por Baiocchi en 2004.

## Distribución
Se distribuye por las ecozonas del Neártico, Neotrópico, región indomalaya, Paleártico y región afrotropical.